# Aššur (Stadt)
Aššur oder Aschschur (akkadisch; arabisch/persisch آشور, DMG Āšūr), auch Assur geschrieben (heute Kalat Scherkât oder Qal’at Šerqat), war eine Stadt im Norden des heutigen Irak. Aššur liegt am rechten (westlichen) Ufer des Tigris, nördlich der Mündung des kleinen Zab. Die sehr alte Stadt wurde namensgebend für die Kultur der Assyrer.

## Geschichte

### Akkadische und sumerische Herrschaft (3. Jtsd. v. Chr.)
Die archäologischen Befunde lassen darauf schließen, dass die Stadt vor dem 25. vorchristlichen Jahrhundert gegründet wurde, möglicherweise schon um 2700 v. Chr. in altsumerischer Zeit. Älteste Spuren einer Besiedlung Assurs finden sich schon in der Schicht H des Ištar-Tempels (archaischer Ištar-Tempel), der den ältesten archäologischen Befund der Stadt überhaupt darstellt, und in den ältesten Schichten unter dem Alten Palast sowie weiterer Tempel der Hauptgötter. In der darauffolgenden Akkad-Zeit (ca. 2340–2200 v. Chr.) (Schicht G/F des Ištar-Tempels) stand Assur unter der Oberherrschaft der Könige des akkadischen Reiches. Zur Zeit der 3. Dynastie von Ur (ca. 2100–2000 v. Chr.) ist unter Amar-Suena der Name von Zariqum als Statthalter von Assur durch eine Inschrift überliefert, die im Ištar-Tempel gefunden wurde. Er wurde später Statthalter von Susa. Die Inschrift auf einer Kalksteinplatte ist eine Weihung an dBelat-ekallim (Nin-é-gal, Herrin des Palastes) für das Leben von Amar-Suena, König von Ur.

### Altassyrische Zeit (Anfang 2. Jtsd. v. Chr.)
Nach dem Ende der 3. Dynastie von Ur übernahmen unabhängige lokale Fürsten die Herrschaft über die Stadt, die sich rasch entwickelte und zu einem Zentrum des Fernhandels wurde, das ein Netz von Handelsniederlassungen in Anatolien unterhielt (Karum-Zeit). In Aššur entstanden in dieser Zeit der Aššur- und der Adad-Tempel; der Ištar-Tempel wurde erneuert (Schicht D). Zudem erhielt die Stadt in dieser Zeit erste Befestigungsanlagen.
Gegen Ende des 19. Jahrhunderts v. Chr. wurde Aššur unter der Regierung Šamši-Adads I. (1808–1776 v. Chr.) zum politischen, administrativen und religiösen Zentrum eines in Entstehung begriffenen assyrischen Territorialstaates. Zu dieser Zeit entstanden in Assur der Alte Palast, die Aššur-Enlil-Zikkurat und ein neuer Aššur-Tempel Ehursakurkurra, dessen Grundriss bis zum Ende des assyrischen Reiches beibehalten wurde. Nach dem Tode Šamši-Adads zerfiel das von ihm geschaffene Reich, und Aššur verlor wieder an Bedeutung.
Im 16. Jahrhundert v. Chr. wurden die Befestigungsanlagen der Stadt weiter ausgebaut. Einer der dafür verantwortlichen Herrscher, Puzur-Aššur III. (Mitte des 2. Jahrtausends v. Chr.), schloss dabei das südliche Wohngebiet (die Neustadt) an den alten Stadtkern an. Um diese Zeit wurde ein Doppeltempel für den Mondgott Sin und den Sonnengott Šamaš errichtet. Wenig später wurde Aššur Teil des Mittani-Reiches, das sich über große Teile Nordmesopotamiens und Syriens erstreckte.

### Mittelassyrisches Reich (Ende 2. Jtsd. v. Chr.)
Unter den mittelassyrischen Königen Eriba-Adad I. (1382–1356 v. Chr.) und dessen Sohn Aššur-uballiṭ I. (1355–1320 v. Chr.) befreite sich Assyrien von der mittanischen Vorherrschaft und stellte im 13. Jahrhundert v. Chr. wieder eine der stärksten politischen Kräfte im Vorderen Orient dar. Den Herrschern Adad-nirari I. (1295–1265 v. Chr.), Salmanassar I. (1264–1234 v. Chr.) und Tukulti-Ninurta I. (1233–1197 v. Chr.) verdankte Assur ein umfangreiches Bauprogramm, das sowohl einen Wiederaufbau wie auch die Restaurierung seiner Tempel, Befestigungen und des Alten Palastes einschloss. Darüber hinaus ließ Tukulti-Ninurta I. einen neuen Palast im nordwestlichen Stadtteil errichten. Ende des 12. Jahrhunderts v. Chr., zur Zeit von Aššur-reš-iši I. (1133–1116 v. Chr.) und Tiglat-pileser I. (1115–1075 v. Chr.) erfolgte der Bau des Anu-Adad-Tempels.

### Neuassyrisches Reich (Anfang des 1. Jtsd. v. Chr.)

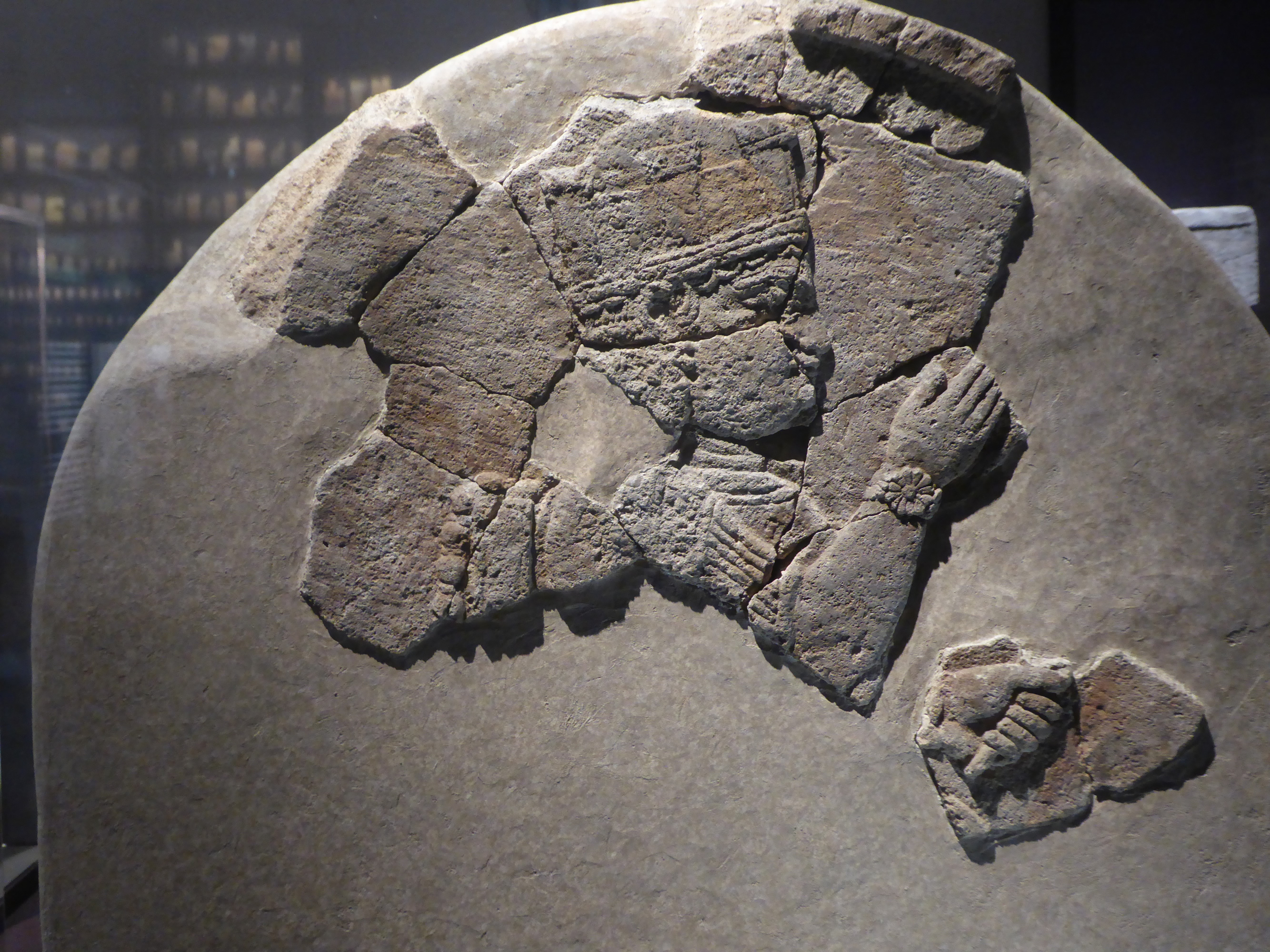
Stele der Königin Libbāli-šarrat

Unter König Aššur-nâṣir-apli II. (883–859 v. Chr.) wurde das politische Zentrum Assyriens nach Nimrud verlegt. Unter Sargon II. (721–705 v. Chr.) wurde die neu gegründete Stadt Dur Scharrukin Residenzstadt. Sargons Sohn Sanherib (705–682 v. Chr.) machte die Stadt Ninive zum neuen Machtzentrum Assyriens. Als Wohnsitz des Nationalgottes Assur blieb die Stadt jedoch trotz der Verlegung des Regierungssitzes der religiöse Mittelpunkt des neuassyrischen Reiches, was auch durch zahlreiche Bauaktivitäten der neuassyrischen Könige untermauert wurde, etwa die Gründung des Festhauses (éakitu) durch Sanherib. Die Stadt umfasste etwa 90 Hektar. Bis zum Ende des neuassyrischen Reiches wurden hier die Herrscher Assyriens bestattet, unter dem Alten Palast wurden mehrere Sarkophage assyrischer Könige entdeckt. Zwischen den beiden Mauerringen der Stadt befand sich eine Stelenreihe mit den Abbildern der Könige und der eponymen Beamten Aššurs, Königinnen, wie Libbāli-šarrat errichteten hier auch Stelen. Im Jahre 614 v. Chr. wurde die Stadt durch die Armee des medischen Königs Kyaxares II. erobert und zerstört.
Die Verlagerung des politischen Schwerpunktes des Reichs ist sicher der Grund dafür, dass die Stadt in der Bibel so gut wie keine Rolle spielt, anders als Ninive. Auch in den Texten der klassischen antiken Welt kommt sie kaum vor, obwohl sie nach der Eroberung, anders als etwa Ninive, keineswegs untergegangen war.

### Lokales religiöses Zentrum (7.–3. Jh. v. Chr.)
Nach dem Fall des Assyrischen Reiches schrumpfte Assur zusammen, der Kult um den Stadtgott Assur blieb jedoch aktiv und ein neuer Tempel wurde errichtet. Die Kultstatue wurde zunächst nach Babylon gebracht, aber als die Achämeniden Babylon eroberten, kehrte die Statue nach Assur zurück. Nachdem Mesopotamien im Zuge der Eroberungen Alexanders des Großen hellenisiert wurde, verlor der Aššurkult an Bedeutung und wurde vermutlich in dieser Zeit ganz aufgegeben.

### Parthische Stadt (3. Jh. v. Chr. bis 3. Jh. n. Chr.)

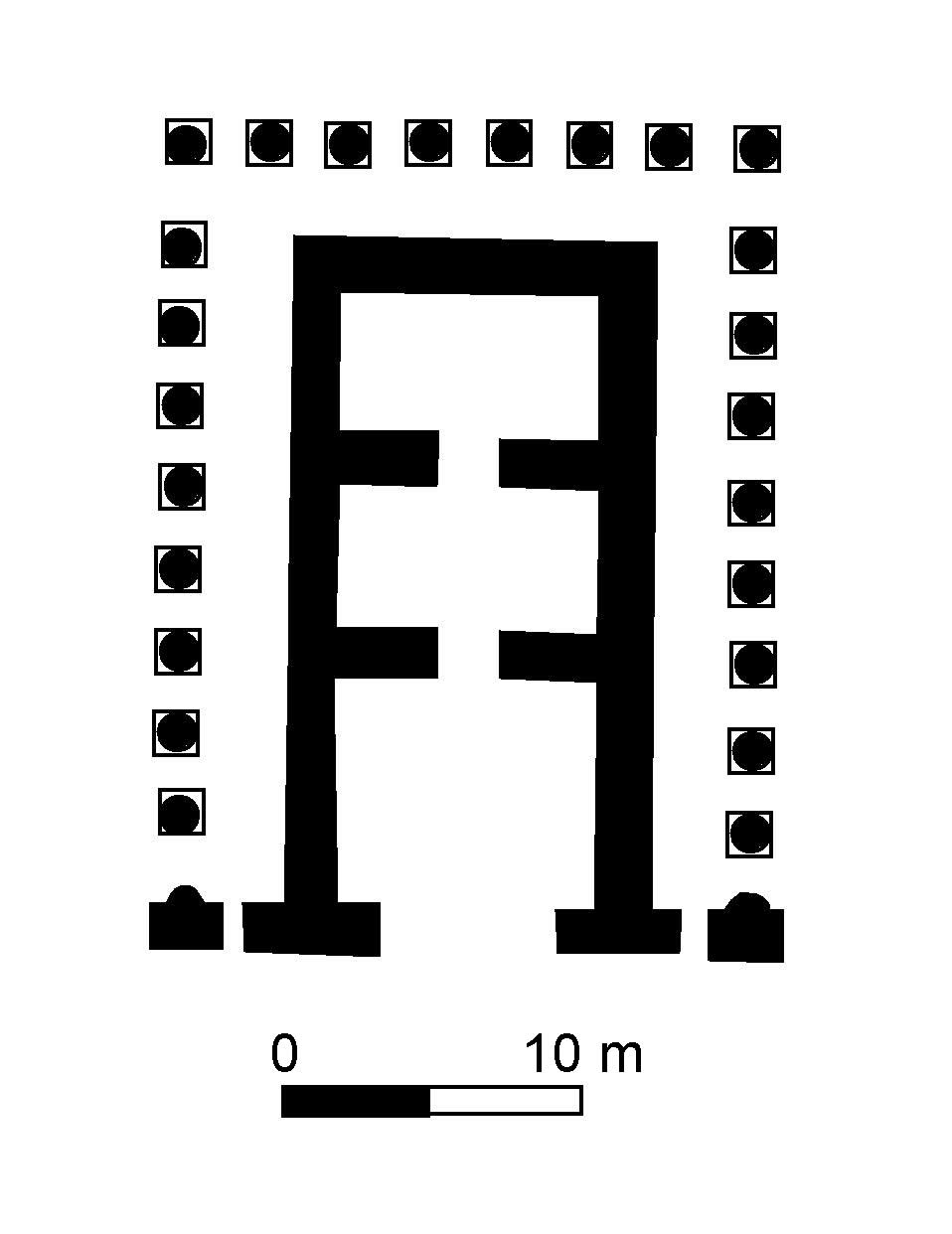
Plan des parthischen Tempels in Assur

Im 1. Jahrhundert v. Chr. kam es zu einer Wiederbelebung Aššurs, die Stadt wurde nun zu einem parthischen Verwaltungszentrum. In dieser Zeit entstand im Norden der Stadt eine Agora mit öffentlichen Bauwerken. Im Süden wurde ein neuer Palast errichtet. An der Stelle des alten assyrischen Aššur-Tempels errichtete man ein neues Heiligtum für den Gott Assor. Der Aufschwung war jedoch nur von kurzer Dauer, unter dem sassanidischen Herrscher Schapur I. (241–272 n. Chr.) wurde die Stadt erneut zerstört. Die Stadtobersten trugen den Titel mryˈ (Herr). Drei von ihnen sind mit Namen bekannt: Nabudajjan (zwischen 129 und 188 n. Chr.), Hormuz und Hajjaj.

### Islamische Zeit (7. bis 20. Jahrhundert)
Jedoch wurde der Ort auch wieder in der islamischen Periode bewohnt, aber erst zwischen dem 12. und 13. nachchristlichen Jahrhundert ist hier wieder eine größere Siedlung bezeugt. Sie gehörte zum Staat der Zengiden von Mossul. Später gehörte die Stadt zum Ilchan-Reich. Danach verfiel die Stadt, höchstens schlagen in den Ruinen zuweilen noch Beduinen ihre Zelte auf. Ein Teil des Stadtgebietes wurde bis in die 1970er Jahre als Friedhof genutzt.

### Assur als Kulturerbe
Seit 2003 ist Aššur UNESCO-Welterbe. Durch den Bau des Makhul-Dammes war die antike Stätte durch eine Überflutung gefährdet. Das Staudamm-Projekt wurde jedoch seit dem Irak-Krieg 2003 nicht wieder aufgenommen. Da die Zukunft und die Unversehrtheit der Stadt aber nicht gesichert sind, bleibt Assur weiter auf der Liste des gefährdeten Welterbes.

## Archäologische Stätte

### Ausgrabungsgeschichte
Seit 1898 plante die Deutsche Orient-Gesellschaft (DOG) Grabungen in Assur; es sollte das erste Grabungsunternehmen der neu gegründeten Gesellschaft werden.
Robert Koldewey und Eduard Sachau hatten bereits 1897/98 eine Forschungsreise nach Mesopotamien unternommen, um einen geeigneten Grabungsort auszusuchen. Man hoffte, in der ersten Hauptstadt des assyrischen Reiches zahlreiche Königsinschriften finden zu können. Auch Warka und Senkere wurden in Betracht gezogen. Schließlich entschied man sich auf den Rat Koldeweys dafür, zunächst in Babylon (Kasr) auszugraben. Erst 1900 setzte sich der Assyriologe Friedrich Delitzsch wieder für Grabungen in Aššur ein und konnte die Unterstützung des Kaisers gewinnen. Man befürchtete auch, die Briten könnten an diesem historisch wichtigen Ort den Deutschen zuvorkommen. Schließlich waren, wie Matthes schrieb, Assur und Babylon „Objekte im […] Kulturwettkampf der Nationen“ geworden.
Am 21. März 1901 wurde Delitzsch von Abdülhamid II. empfangen, konnte aber zunächst keine Grabungserlaubnis erlangen, da auf dem Gelände eine türkische Kaserne lag. Die Erlaubnis erfolgte schließlich am 20. Juli durch ein Telegramm Abdülhamids an Wilhelm II., der die Grabungen mit 50.000 Mark aus seiner Privatschatulle förderte. Die Beforschung wäre ohne dessen Unterstützung aber vor allem deshalb nicht möglich gewesen, weil sich das Grabungsgelände auf „Krongütern“ des Sultans befand, und ausgerechnet dort auf dem Hügel eine Kaserne errichtet worden war, wo der Palast „Adad-nirari’s I“ stand. Mit der Ausgrabung wurde Walter Andrae betraut, der zuvor Assistent Koldeweys in Babylon gewesen war. Andrae traf im August 1903 in Aššur ein, hatte aber zahlreiche Schwierigkeiten mit den örtlichen Behörden zu überwinden, bis er schließlich Mitte September mit den ersten Schürfarbeiten beginnen konnte. Die Einrichtung eines deutschen Konsulates in Mossul 1905 brachte Erleichterungen. Bei den Ausgrabungen von 1903 bis 1914 wurde unter anderem die Bibliothek Tiglat-pileser I. zu Tage gefördert.
Bezüglich der Teilung der Funde kam es zu Auseinandersetzungen. Die DOG als Finanzier des Unternehmens reklamierte die Funde gänzlich für sich beziehungsweise für Deutschland, und deutsche Zeitungen behaupteten sogar, der Sultan habe dem Kaiser den Hügel und alle Funde geschenkt. Dagegen erhob der Leiter des Museums in Konstantinopel, Osman Hamdi Bey, Anspruch auf sämtliche Funde. Seit 1899 bestand jedoch ein durch Notenwechsel festgelegtes Abkommen zwischen der osmanischen Regierung und den Berliner Museen, das diesen die Auswahl der Hälfte der Funde zusicherte. Auf dessen Basis wurde in den Jahren 1907 und 1914 die Teilung der Aššurfunde vollzogen.
Der nördliche Teil der Stadt am alten Tigrisarm mit den Tempel- und Palastbezirken ist ergraben worden. Außerdem wurde ein Suchgraben in west-östlicher Richtung angelegt, der unter anderem im Haus des Beschwörungspriesters eine größere Anzahl von medizinischen Texten zum Vorschein brachte. Der Südteil der Stadt sowie die Neustadt sind bisher nicht ergraben worden. Zur Erforschung des Wohngebietes ließ Andrae fünf Meter breite Suchgräben im Abstand von 100 Metern anlegen. Diese Technik wurde 1902/1903 bereits bei der Ausgrabung des nahegelegenen Tell Farah angewandt und hatte das Ziel, eventuell vorhandene größere Gebäude zu finden. Der dabei entstandene Bodenaushub wurde weder abgefahren, noch später in die Gräben zurückverfüllt, da von Anfang an nur eine begrenzte Suchgrabung vorgesehen war. Die bei den Ausgrabungen in Aššur ausgebildeten Arbeiter, von denen viele aus dem nahe gelegenen Ort Schirqat kamen, konnten auch bei späteren Grabungen als qualifizierte Facharbeiter eingesetzt werden. Ihre Nachkommen sind bis heute unter der Bezeichnung „Schirqati“ bei Ausgrabungen geschätzte Arbeitskräfte.

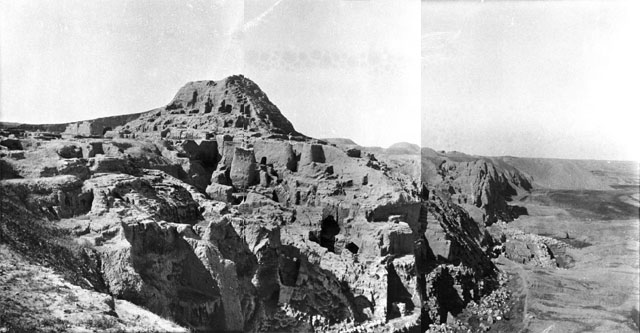
Foto der archäologischen Ausgrabungen von Assur, aufgenommen im Jahre 1909 von Gertrude Bell

1979 setzte die irakische Antikenverwaltung die Erforschung der Stadt fort; diese dauerte (mit Unterbrechungen) bis 2002. Neue deutsche Grabungen fanden 1988–1989 (Reinhard Dittmann, Freie Universität Berlin), 1989–1990 (Barthel Hrouda, Universität München) und 2000–2001 (Peter A. Miglus, Martin-Luther-Universität Halle-Wittenberg) statt. Seit 1997 wird von der Deutschen Forschungsgemeinschaft das Aššur-Projekt gefördert, das von der Deutschen Orient-Gesellschaft und dem Vorderasiatischen Museum Berlin ins Leben gerufen wurde, um die deutsche Ausgrabung von 1903 bis 1914 wissenschaftlich aufzuarbeiten.

### Zerstörungen durch den Islamischen Staat
Am 28. Mai 2015 melden irakische Quellen, dass der Islamische Staat Teile der Zitadelle gesprengt habe. Zuvor hatte er die assyrischen Ruinenstädte von Nimrud und Ninive zerstört.